# Mîslivka, Dolîna
Mîslivka (în ucraineană Мислівка, în germană Ludwikówka) este un sat în comuna Șevcenkove din raionul Dolîna, regiunea Ivano-Frankivsk, Ucraina. Satul a fost locuit de germanii galițieni.

## Demografie
Componența lingvistică a localității Mîslivka
     Ucraineană (98,12%)
     Rusă (1,88%)
Conform recensământului din 2001, majoritatea populației localității Mîslivka era vorbitoare de ucraineană (98,12%), existând în minoritate și vorbitori de rusă (1,88%).